# Cantón de Quimper-3
El cantón de Quimper-3 era una división administrativa francesa, que estaba situada en el departamento de Finisterre y la región de Bretaña.

## Composición
El cantón estaba formado por dos comunas, más una fracción de la comuna que le daba su nombre:
- Plomelin
- Pluguffan
- Quimper (fracción)

## Supresión del cantón de Quimper-3
En aplicación del Decreto nº 2014-151 de 13 de febrero de 2014, el cantón de Quimper-3 fue suprimido el 22 de marzo de 2015 y sus 3 comunas pasaron a formar parte; dos del nuevo cantón de Quimper-1 y la fracción de la comuna que le daba su nombre pasó a formar parte de los nuevos cantones de Quimper-1 y Quimper-2.